# Algodonit

Az algodonit  a szulfid- és rokon ásványok osztályába tartozó krémsárga színű ásvány, egy réz-arzenid. Az algodonitot először 1857-ben fedezték fel Chilében és F. Field írta le, aki az ásványt a települése után nevezte el.

## Megjelenés
Polírozott felületeken az ásvány erősen krémes fehér színt mutat. A friss algodonitok erős fémes csillogással rendelkeznek. A levegőn azonban az ásvány az idők folyamán homályos szürkévé válik.

## Összetétel
- Arzén: 16,55%
- Réz: 83,53%

## Előfordulása
A bányákból bányászható réz-fémércként.
Előfordulhat Chilében, az Egyesült Államokban, különböző európai országokban (Németország, Svájc, Ausztria, Nagy-Britannia, Svédország, Franciaország, Csehország), de ezenkívül Namíbiában, Új-Zélandon, Bolíviában és még Iránban is.

## Képek

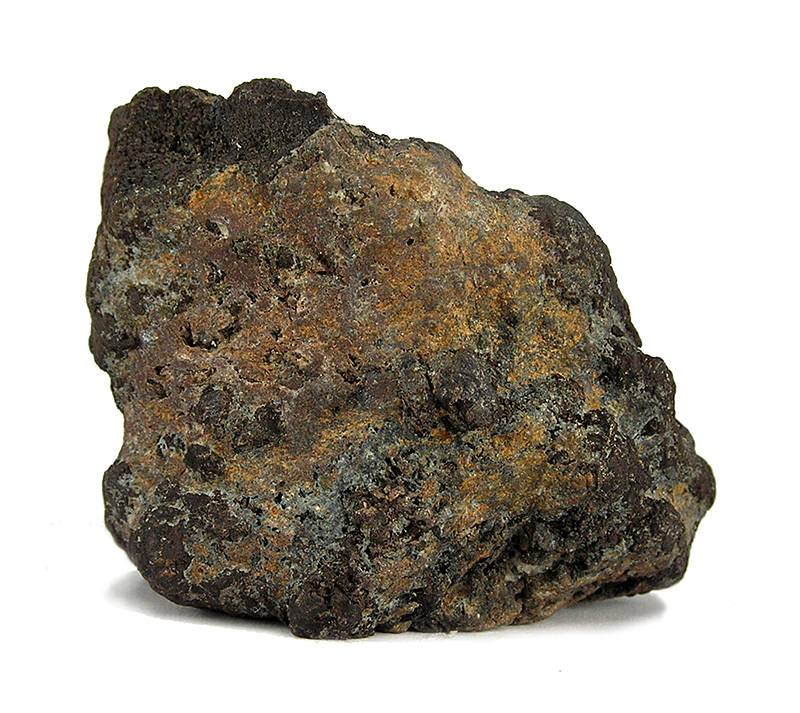
Algodonit Amerikából
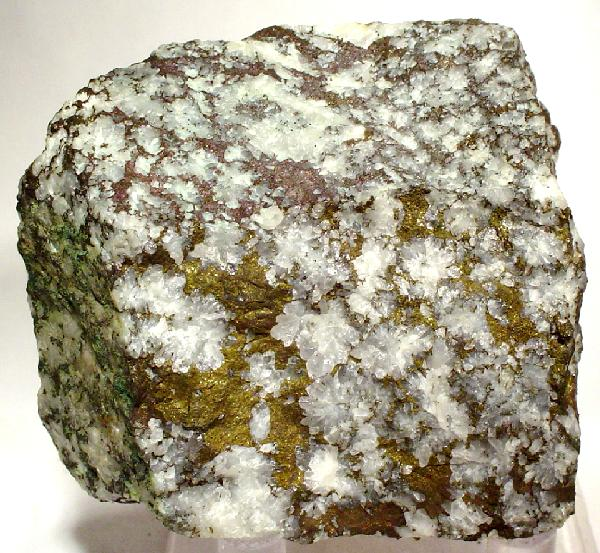
Egy kiváló reprezentatív algodonit minta Amerikából
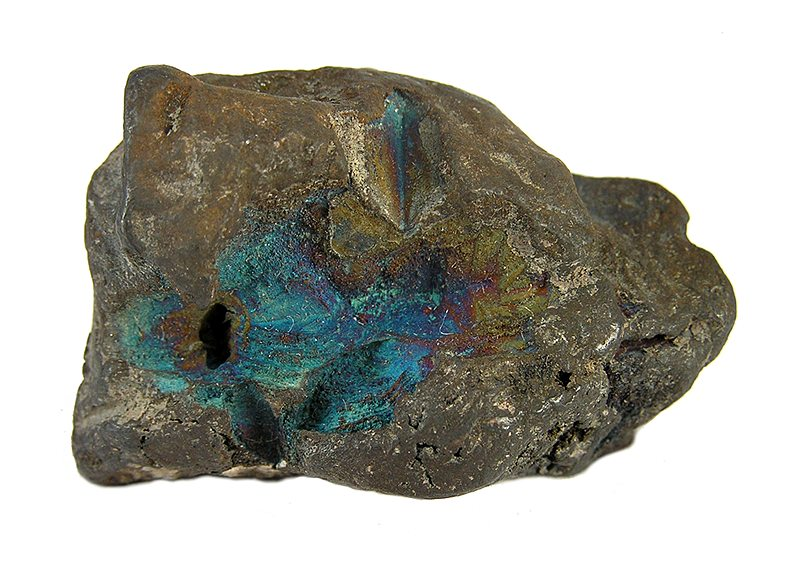
Algodonit kék azurit elszíneződéssel